# 登州卫
登州卫是明朝为了防范倭寇入侵而在山东蓬莱建立的卫所。建有蓬莱水城。
登州卫靠近长山列岛。附近的大黑山岛，庙岛，南长山岛上均设有烽火台。

## 沿革
明朝洪武九年(1376年)，登州知州周斌奏请改升登州守御千户所为登州卫。
永乐七年(1409年)，登州卫升级为登州营。
嘉靖三十二年(1553年)六月，戚继光升任署都指挥佥事、山东总督备倭，管理登州、文登、即墨三营二十四卫所，负责山东沿海备倭事宜。
万历二十一年(1593年)，登州营改制为登州镇。